# Pallottinum
Pallottinum – wydawnictwo i drukarnia założone w 1948 w Poznaniu, prowadzone przez pallotynów. Budynki wydawnictwa mieszczą się w przy ulicy Przybyszewskiego 30 na terenie jednostki pomocniczej Osiedle Stary Grunwald na Grunwaldzie. Najbardziej znane z wydawania Biblii Tysiąclecia, a także dokumentów Kościoła, ksiąg liturgicznych i podręczników do nauki teologii (m.in. z serii AMATECA).

## Historia
Wydawnictwo Pallottinum rozpoczęło swoją pracę w Poznaniu w 1948, kontynuując działalność wydawniczą polskich pallotynów, zapoczątkowaną wydawaniem „Królowej Apostołów” w 1908, a potem związaną z Wydawnictwem Księży Pallotynów.
W okresie międzywojennym wydawanie książek i czasopism było jednym z naczelnych zadań pallotynów w Polsce. Od 1927 roku wydawnictwo, drukarnia i księgarnia mieściły się w Warszawie, na Krakowskim Przedmieściu 7. Tam też ukazywały się czasopisma, jak: „Przegląd Katolicki”, „Posiew”, „Rodzina Polska”, „Królowa Apostołów” oraz dziennik „Polak-Katolik”, kalendarze i wiele książek. We wrześniu 1939 roku w wyniku działań wojennych budynek drukarni spłonął doszczętnie.
Po wojnie, w 1946 roku, wydawnictwo i drukarnię reaktywowano w Ołtarzewie. W międzyczasie w 1947 roku uruchomiono wydawnictwo w Poznaniu. Na początku 1948 roku oba wydawnictwa połączono w jedno (drukarnię przeniesiono do Poznania) i nadano mu nazwę Pallottinum.
Przez wiele lat sytuacja bytowo-mieszkalna wydawnictwa była bardzo trudna. W 1972 r. rozpoczęto budowę domu wydawniczego i drukarni. 18 czerwca 1975 r. kard. Stefan Wyszyński dokonał poświęcenia gotowych pomieszczeń. Nowa drukarnia bardzo poprawiła warunki pracy. Dała możliwość zwiększenia produkcji zarówno pod względem ilości, jak i jakości.
Zmiana sytuacji politycznej po 1989 r. umożliwiła podział prowincji Księży Pallotynów pod wezwaniem Chrystusa Króla. Powstało też wtedy oddzielne, samodzielne wydawnictwo prowincji warszawskiej - Apostolicum, zaś Pallottinum zostało w nowo utworzonej prowincji poznańskiej Zwiastowania Pańskiego.
W tym samym budynku, co wydawnictwo ma swoją siedzibę Zarząd pallotyńskiej Prowincji Zwiastowania Pańskiego (Zachodniej).

## Publikacje Wydawnictwa
Najbardziej znaną pozycją wydawniczą jest Biblia Tysiąclecia, a także księgi liturgiczne, pomoce duszpasterskie, dokumenty Kościoła.
W zakresie literatury pięknej wydano m.in.: dzieła Zofii Kossak (Krzyżowcy, Suknia Dejaniry, Gość oczekiwany, Bez oręża, Król trędowaty), Gustawa Morcinka (Byli dwaj bracia), Jana Dobraczyńskiego (Wybrańcy gwiazd, Święty miecz), Władysława J. Grabskiego (Rapsodia świdnicka, Saga o Jarlu Broniszu), Jerzego Zawieyskiego (Pokój głębi, Owoc czasu swego, Dramaty), Jana Parandowskiego (Mój Rzym), Romana Brandstaettera (Psałterz), ks. Jana Twardowskiego (debiutancki tom Wiersze).
Rozpoczynali swą działalność pisarską, drukując w Wydawnictwie Pallottinum, m.in.: Leszek Prorok, Zbyszko Bednorz, Zbigniew Pędziński, Tadeusz Kudliński.
Wydawnictwo Pallottinum rozpoczęło też wydawanie nowej serii podręczników teologii w serii AMATECA.
Ponadto drukarnia wykonała kilkanaście tytułów dla innych wydawnictw katolickich, m.in. Encyklopedię Katolicką dla Katolickiego Uniwersytetu Lubelskiego. Dla tegoż Uniwersytetu - Poland's Millennium, a także książki dla Akademii Teologii Katolickiej w Warszawie, książki dla Księgarni św. Jacka i Wydawnictwa Apostolstwa Modlitwy.
Pallottinum miało koedycje m.in. z Apostolicum, Księgarnią św. Jacka, Domem Wydawniczym Rafael i Reader’s Digest.